# Romeno
Romeno település Olaszországban, Trento megyében. Lakosainak száma 1452 fő (2023. január 1.). Romeno Amblar-Don, Dambel, Cavareno, Predaia, Sanzeno és Sarnonico községekkel határos.

## Népesség
A település népességének változása:
| Lakosok száma | 1396 | 1397 | 1452 |
|               | 2017 | 2018 | 2023 |